# 足尾から来た女
『足尾から来た女』（あしおからきたおんな）は、2014年1月18日から1月25日までNHK総合「土曜ドラマ」枠で毎週土曜日の21時 - 22時13分に全2回放送されたテレビドラマ。主演は尾野真千子。
明治時代末期に栃木県の足尾銅山で起こった日本初の公害・足尾鉱毒事件をテーマに、鉱毒被害に遭う村で生まれ育った娘が故郷を失いながらも、たくましく生きていく姿を、史実を基に描いた作品。

## あらすじ

### 前編
明治39年冬、足尾銅山の精製現場から発する鉱毒で環境が汚染し不毛となった栃木県の谷中村で、父とともに家業の畑仕事に打ち込み続ける新田サチは、兄が師事する国会議員・田中正造から、彼の東京の知人である福田英子の家で家政婦として働くことを依頼される。詳しくは何も知らぬまま、兄から紹介された県の役人を名乗る日下部錠太郎に付き添われ上京するサチであったが、彼から英子が社会主義の政治活動家であり警察から危険人物とされていることを教えられる。そしてサチは、正体は警視庁の官僚である日下部から、福田宅の中での会話を随時報告するように命じられる。
サチは福田宅に集う社会主義者を横目に忙しく働く一方、日下部と彼の部下に家の様子を密告することに戸惑いを感じる日々を送るなか、字を読めないながらも物語や詩に興味を持つようになっていく。
足尾暴動事件で多くの社会主義者が逮捕され、この件で自らの密告が関わっていると自責したサチは、明治40年6月末、福田宅を出て谷中村に帰る。しかし、村に到着したサチが目にしたのは、鉱毒対策による村の遊水池化計画で自宅が引き倒される現場と、それに立ち会う兄の姿であった。

### 後編
自宅を失ったサチは、英子に呼び戻されて上京し、日下部に決別を言い渡して再び福田家で働き出す。
同居していた英子の母・景山楳子が入院し、英子が意気込んで刊行した冊子「世界婦人」は赤字となり、福田家は火の車となっていた。更に英子の同志であり恋人の石川三四郎が足尾暴動事件での刑期を終えて出所し、英子は彼を家に受け入れる。三四郎の存在と増々困窮していく福田家の様子にサチは居づらさを感じるようになる。
そんな中で出会った作家・石川啄木との恋愛、英子との真の和解、足尾銅山元副社長の原敬への直訴、楳子や田中からの教えなどを経たサチは、谷中村を初めて出た日からの日々を思い返し考えた末、新天地へと歩み出す。

## キャスト
新田サチ
演 - 尾野真千子
足尾銅山の鉱毒被害を受ける谷中村の農民の娘。田中正造の紹介で、東京の福田英子の家の家政婦に雇われる。忙しく働き、日下部錠太郎に内部事情を密告することに戸惑う日々を送りながら、谷中村の状況を気にかけている。貧しさゆえに小学校に通えなかったため字を読むことが出来ない。
福田英子
演 - 鈴木保奈美
社会主義に傾倒する政治活動家。鉱毒問題で政府に抗議する田中正造を支持している。岡山藩士の出自で、19歳の時には自由民権運動で逮捕され入獄した過去を持つ。夫に先立たれ、実母と息子2人と東京の淀橋町で暮らしている。サチがやって来て間もなく、婦人解放を主張した冊子「世界婦人」の発行に奔走する。
石川三四郎
演 - 北村有起哉
福田英子と活動を共にする社会主義者。英子の夫の元秘書でもある。英子とは恋仲でありながらも、サチに興味を持ち、誘惑する。
石川啄木
演 - 渡辺大
成功を夢見て北海道から上京してきた作家。筆が進まずスランプに陥り自殺を図ろうとするが、たまたまその場に居合わせたサチに止められる。啄木の作品を読んだサチから尊敬されるとともに励まされるが、後日、自著とは裏腹に堕落した生き方を露呈し、サチを失望させることとなる。
新田信吉
演 - 岡田義徳
サチの兄。東京の専門学校を卒業。日露戦争では勲章を授与されたほどの活躍をした。当初は足尾銅山を憎み、尊敬する田中正造の元で鉱毒で荒廃していく谷中村のために闘ってきた。しかし、出征した203高地で銅製の銃弾で戦い生き残ったことを機に考えが変わったことと、村で暮らすことや抗議活動に限界を感じて、田中たちを裏切り、父を連れて村を出て県の土木課へ就職。谷中村を鉱毒対策の遊水池化へと推し進めていく。
新田良助
演 - 綾田俊樹
信吉とサチの父。谷中村で農業に従事する。妻（信吉とサチの母）は鉱毒で汚染した井戸水を飲み、42歳で他界している。サチの上京後、信吉に連れられ村を去る。
刑事
演 - 尾上寛之
日下部の部下。福田英子の家を張り込み、隙を見てはサチから内部情報を聞き出す。農民出身の女性で字を読めないサチを見下し高圧的な態度で接する。
直居スミ
演 - 玄覺悠子
景山楳子が入院する病院の看護婦。気が利き親切であり、特に高木の看護に献身的に取り組む。
高木
演 - 金井勇太
景山楳子と同じ病院に入院する若い男性。日露戦争で頭を打たれた後遺症で、いつも体の部位を探しまわっている。後に病状が落ち着き姉の世話になることとなり、退院が決まる。
幸徳秋水
演 - 河原健二
福田英子と活動を共にする社会主義者。
大杉栄
演 - 玉置玲央
福田英子と活動を共にする社会主義者。
堺利彦
演 - 中山祐一朗
福田英子と活動を共にする社会主義者。
堺為子
演 - 珠子
堺利彦の妻。夫とともに福田英子宅に出入りする。
佐山
演 - 浦野REN
小川
演 - 久太朗
日下部錠太郎
演 - 松重豊
警察官僚（警視庁警視）。サチの上京や信吉の就職の世話をする。福田英子の家が社会主義者たちの巣窟と推測し、福田家に雇われるサチに、家の中の出来事を報告するように命じる。
与謝野晶子
演 - 原沙知絵
福田英子の知り合いの歌人。雑誌「明星」を主宰する立場上、同誌に寄稿する石川啄木とも親交がある。
原敬
演 - 國村隼
内務大臣で、足尾銅山の元・副社長。偶然出会ったサチから、谷中村の現状を訴えられるとともに村の遊水池化計画の中止を懇請されるが、けんもほろろにあしらう。
景山楳子
演 - 藤村志保
福田英子の実母。娘の活動を見守り、普段は孫たちの面倒を見ている。元・教育者であり、本に興味を持つものの読むことが出来ないサチに、文字を教えようと声をかける。明治40年6月末より、持病のリューマチが悪化し、入院生活を送る。
福田侠太
演 - 鏑木海智
福田英子の長男。利発で弟の面倒見がよい。
福田千秋
演 - 藤尾大輝
福田英子の次男。喧嘩は弱く、友達からいじめられがちである。大の読書好き。
田中正造
演 - 柄本明
足尾銅山の鉱毒問題で、谷中村を味方し政府に抗議する国会議員。サチに気さくに接し、知人である福田英子の家で働くことを依頼するとともに、勉強するように勧める。

## スタッフ
- 脚本：池端俊策
- 音楽：千住明
- 制作統括：高橋練（NHKドラマ番組部）
- 演出：田中正（NHKドラマ番組部）

## 放送日程
| 放送回 | 放送日  |
| ------ | ------- |
| 前編   | 1月18日 |
| 後編   | 1月25日 |

## 受賞歴
- ギャラクシー賞 2014年1月度月間賞・第51回 テレビ部門 奨励賞
- 東京ドラマアウォード2014 単発ドラマ部門 優秀賞
- 第69回文化庁芸術祭 テレビ・ドラマ部門 優秀賞
- 平成26年度芸術選奨 文部科学大臣新人賞 放送部門（演出：田中正）
- 放送人グランプリ2014 優秀賞